# أنطونيو ديفيد خيمينيز
أنطونيو ديفيد خيمينيز (بالإسبانية: Antonio Jiménez Pentinel)‏ هو منافس ألعاب قوى إسباني، ولد في 18 فبراير 1977 في إشبيلية في إسبانيا.

## وصلات خارجية
- أنطونيو ديفيد خيمينيز على موقع الاتحاد الدولي لألعاب القوى (الإنجليزية)
- أنطونيو ديفيد خيمينيز على موقع الاتحاد الأوروبي لألعاب القوى (الإنجليزية)
- أنطونيو ديفيد خيمينيز على موقع الدوري الماسي (الإنجليزية)
- أنطونيو ديفيد خيمينيز على موقع أوليمبيديا (الإنجليزية)